# Leagues Cup
La Leagues Cup és un torneig de caràcter oficial de futbol disputat entre clubs de la Major League Soccer i la Lliga MX. La primera edició del torneig es va iniciar el juliol del 2019 i la gran final es va disputar el mes de setembre del mateix any. Tot i que la competició comptava amb l'aprovació de la Concacaf per poder dur-se a terme, en no ser organitzada per aquesta Confederació, al principi no era considerada oficial com ho marquen els estatuts de la FIFA.
A partir de l'edició del 2023, es va començar a considerar de caràcter oficial, i els equips de la Lliga MX i l'MLS buscaran classificar a través d'aquest certamen la Lliga de Campions de la Concacaf, per això formarà part del nou ecosistema de clubs de Concacaf i participaran tots els clubs de les dues lligues.

## Història
Després de la sortida dels equips mexicans de la Copa Libertadores el 2016 per problemes de calendari amb la Lliga MX, es va començar a gestar la idea d'estrènyer llaços amb l'MLS, amb la intenció de generar més competència internacional per als clubs d'ambdues lligues. Al maig de 2017, Gustavo Guzmán, ara president de l'Atlas Futbol Club, va confirmar la realització del torneig binacional. Primerament es va parlar que els equips mexicans que participarien en el futur torneig serien aquells que havien classificat per a l'edició 2017 de la Copa Libertadores, però es desconeixia el criteri pel qual els equips de la MLS serien elegits. El març del 2018, després de l'anunci de la Campeones Cup, es reportava que el torneig binacional seguia en anàlisi mentre que els dos organismes en definien la viabilitat. A principis del 2019 van començar a sorgir reports que el torneig estava a punt de concretar-se i que les dates en què es duria a terme estaven pràcticament definides. El torneig va ser oficialment anunciat el dia 29 de maig de 2019.
Resum dels principals campionats de la CONCACAF de clubs:
| Continentals | Continentals                                                                                        | Continentals                                                                                    |
| --- | --------------------------------------------------------------------------------------------------- | ----------------------------------------------------------------------------------------------- |
| Campionat de la CCCF (1959-1961) Lliga/Copa de Campions (1962-avui) Recopa de la CONCACAF (1991-1998) Copa Gegants de la CONCACAF (2001) | |                                                                                                 |
| Amèrica del Nord | Amèrica Central                                                                                     | Carib                                                                                           |
| Superlliga Nord-americana (2007-2010) Campeones Cup (2018-avui) Leagues Cup (2019-avui)                                                  | Copa Interclubs UNCAF (1971-2007) Lliga de la CONCACAF (2017-2022) Copa Centreamericana (2023-avui) | Campionat de clubs CFU (1997-2022) Caribbean Club Shield (2018-avui) Copa del Carib (2023-avui) |

## Sistema de competició
L'edició 2019 de Leagues Cup va comptar amb vuit clubs, quatre de cada lliga, en un torneig d'eliminació directa. Tots els partits es van celebrar a territori nord-americà. Va arrencar amb els quarts de final al juliol als estadis dels clubs de la MLS participants. Les semifinals es van disputar a l'agost a seus que es van determinar segons els resultats dels quarts de final. La final de la Leagues Cup es va jugar al setembre a Las Vegas. Es preveu que per a futures edicions la Leagues Cup comptarà amb criteris esportius per classificar, a més d'una possible expansió en nombre de clubs participants. Per a l'edició del 2019 els quatre clubs de la Lliga MX es van seleccionar segons resultats de competicions recents, mentre que els quatre equips de la MLS van ser convidats a participar a aquesta competició.
A partir de l'edició del 2023, ambdues lligues suspendran les seves competències per un mes durant l'estiu i es comptarà amb tots els clubs tant de la MLS com de la Lliga MX (47 equips), tenint per primera vegada una fase de grups per a aquest torneig. Els grups (15 amb 3 equips cadascun) estaran conformats per 2 equips d'ambdues lligues en funció del rendiment al llarg de l'any anterior (2022), mentre que el tercer equip serà sortejat en funció de la proximitat geogràfica; cada equip disputarà dos partits i els dos millors de cada grup accediran a la ronda d'eliminació directa a partit únic, partint des de Setzens de Final. El guanyador de la MLS Cup i el campió de la Lliga MX amb més puntuació acumulada als tornejos Clausura i Obertura, jugaran directament la ronda de Setzens de Final sense disputar la Fase de Grups. Tots els partits seran disputats als Estats Units i Canadà.

## Historial
| Temporada                            | Campió                                                            | Resultat                                                          | Subcampió                                                         | Tercer lloc / Semifinalistes                                      | Tercer lloc / Semifinalistes                                      | Tercer lloc / Semifinalistes                                      | Seu Final                                                         |
| Edicions no avalades per la Concacaf | Edicions no avalades per la Concacaf                              | Edicions no avalades per la Concacaf                              | Edicions no avalades per la Concacaf                              | Edicions no avalades per la Concacaf                              | Edicions no avalades per la Concacaf                              | Edicions no avalades per la Concacaf                              | Edicions no avalades per la Concacaf                              |
| ------------------------------------ | ----------------------------------------------------------------- | ----------------------------------------------------------------- | ----------------------------------------------------------------- | ----------------------------------------------------------------- | ----------------------------------------------------------------- | ----------------------------------------------------------------- | ----------------------------------------------------------------- |
| 2019                                 | Cruz Azul FC                                                      | 2-1                                                               | CF Tigres de la UANL                                              | América i LA Galaxy 1                                             | América i LA Galaxy 1                                             | América i LA Galaxy 1                                             | Estadi Sam Boyd, Las Vegas                                        |
| 2020                                 | Cancel·lat per la Pandèmia de COVID-19.                           | Cancel·lat per la Pandèmia de COVID-19.                           | Cancel·lat per la Pandèmia de COVID-19.                           | Cancel·lat per la Pandèmia de COVID-19.                           | Cancel·lat per la Pandèmia de COVID-19.                           | Cancel·lat per la Pandèmia de COVID-19.                           | Cancel·lat per la Pandèmia de COVID-19.                           |
| 2021                                 | León                                                              | 3-2                                                               | Seattle Sounders FC                                               | Santos Laguna i Pumas UNAM 1                                      | Santos Laguna i Pumas UNAM 1                                      | Santos Laguna i Pumas UNAM 1                                      | Allegiant Stadium, Las Vegas                                      |
| 2022                                 | No es va disputar, va ser reemplaçat per la Leagues Cup Showcase. | No es va disputar, va ser reemplaçat per la Leagues Cup Showcase. | No es va disputar, va ser reemplaçat per la Leagues Cup Showcase. | No es va disputar, va ser reemplaçat per la Leagues Cup Showcase. | No es va disputar, va ser reemplaçat per la Leagues Cup Showcase. | No es va disputar, va ser reemplaçat per la Leagues Cup Showcase. | No es va disputar, va ser reemplaçat per la Leagues Cup Showcase. |
| Edicions avalades per la Concacaf    |                                                                   |                                                                   |                                                                   |                                                                   |                                                                   |                                                                   |                                                                   |
| 2023                                 | Inter Miami CF                                                    | 1-1 (10-9 pen. )                                                  | Nashville SC                                                      | Philadelphia Union                                                | 3-0                                                               | Monterrey                                                         | Geodis Park, Nashville                                            |
| 2024                                 | Columbus Crew SC                                                  | 3-1                                                               | Los Angeles FC                                                    | Colorado Rapids                                                   | 2-2 (3-1 pen. )                                                   | Philadelphia Union                                                | Lower.com Field, Columbus                                         |

## Palmarès

### Campionats per equip
Nota: indicats en cursiva els campions en edicions amistoses.
| Equip                | Títols | Subtítols | Anys campió | Anys subcampió |
| -------------------- | ------ | --------- | ----------- | -------------- |
| Cruz Azul FC         | 1      | –         | 2019        | –              |
| León                 | 1      | –         | 2021        | –              |
| Inter Miami CF       | 1      | –         | 2023        | –              |
| Columbus Crew SC     | 1      | –         | 2024        | –              |
| CF Tigres de la UANL | –      | 1         | –           | 2019           |
| Seattle Sounders FC  | –      | 1         | –           | 2021           |
| Nashville SC         | –      | 1         | –           | 2023           |
| Los Angeles FC       | –      | 1         | –           | 2024           |

### Campionats per país
| País         | Títols | Subtítols | Clubs campions                             |
| ------------ | ------ | --------- | ------------------------------------------ |
| Estats Units | 2      | 3         | Inter Miami CF (1) i Columbus Crew SC (1). |
| Mèxic        | 2      | 1         | Cruz Azul FC (1) i León (1).               |

## Trofeu
El trofeu de la Leagues Cup es va donar a conèixer el setembre del 2019 i consisteix en un bol de plata de 22 lliures (10.0 kg) sobre un pedestal. Té 16,5 polzades (42 cm) d'alçada i 16,1 polzades (41 cm) d'amplada. Es lliurarà una rèplica del trofeu als guanyadors després de 12 mesos amb el trofeu original.